# 3-メチルヘキサン
3-メチルヘキサン(3-Methylhexane)は、2つのエナンチオマーを持つ分岐炭化水素である。ヘプタンの異性体の1つである。消防法に定める第4類危険物 第1石油類に該当する。